# Croix-de-feu
Croix-de-Feu (pol. Ognisty Krzyż) – francuska skrajnie prawicowa i nacjonalistyczna organizacja (tzw. liga antyparlamentarna) działająca w latach 1927–1936.

## Zarys historyczny
Croix-de-Feu było początkowo stowarzyszeniem weteranów I wojny światowej, którzy byli odznaczeni medalem Croix de guerre. Zostało ono założone 26 listopada 1927 r. przez pisarza Maurice'a Hanota pod nazwą Association Nationale des Combattants de l’Avant et de Blessés de Guerre Cité pour Action d’Éclat. Funkcję honorowego przewodniczącego pełnił literat i dziennikarz Jacques Péricard. Od 1929 roku wydawano własne pismo "Le Flambeau". Liczyło wówczas kilkuset członków. Stowarzyszenie było wspierane finansowo przez milionera z branży perfumiarskiej François Coty, który miał powiązania z włoskim przywódcą Benito Mussolinim. Z Croix-de-Feu sympatyzowała część francuskiego duchowieństwa; wielu konserwatywnych katolików zostało jego członkami, np. Jean Mermoz, czy młody François Mitterrand. Organizacja posiadała swoje stowarzyszenia filialne: Fils et Filles de Croix de Feu (założone w 1932 r.) i Regroupement National autour de Croix de Feu (założone w 1933 r., przekształcone w tym samym roku w Lique des Volontaires Nationaux). Symbolem ugrupowania był płonący krzyż z trupią czaszką pośrodku. Jego członkowie nosili berety i trójkolorowe opaski na lewym ramieniu. Organizacja miała strukturę wojskową, a na jej wyposażeniu znajdowała się broń.
W 1930 r. przywództwo Croix-de-Feu objął b. wojskowy płk François de La Rocque. Zerwał on z finansowaniem ugrupowania przez F. Coty. Pod jego kierownictwem nastąpiło silne upolitycznienie organizacji. Zaczęto występować przeciwko rządom Frontu Ludowego, biorąc udział w ulicznych demonstracjach. Eskalacja nastąpiła 6 lutego 1934 r., kiedy w Paryżu doszło do masowej demonstracji prawicowych i nacjonalistycznych ugrupowań, w tym Croix-de-Feu, zakończonej walką z policją i komunistycznymi bojówkami. W I połowie lat. 30. rosła skokowo liczebność organizacji i jej przybudówek, od ok. 60 tys. w 1932 r. do ok. 400-450 tys. w 1935 r. Croix-de-Feu była uważana przez francuskie władze za najbardziej niebezpieczną spośród paramilitarnych i antyparlamentarnych lig, a także upatrywano w niej naśladowczyni włoskich faszystów i niemieckich nazistów. W rezultacie rząd Frontu Ludowego rozwiązał ją 18 czerwca 1936 r.
Pułkownik F. de la Rocque jeszcze w tym samym roku założył Francuską Partię Społeczną (Parti Social Français) jako sukcesorkę Croix-de-Feu.
W okresie istnienia Francji Vichy w latach 1940–1944 wielu b. członków Croix-de-Feu poparło kolaboracyjną politykę marszałka Philippe’a Petaina.

## Program
Głównymi celami ugrupowania, zawartymi w programie ogłoszonym w 1935 r., były:
- walka z obcymi wpływami gospodarczymi oraz dążenie do samowystarczalności gospodarczej państwa,
- wprowadzenie systemu korporacyjnego i reorganizacja związków zawodowych,
- wzmocnienie władzy wykonawczej (reformy polityczne),
- dozbrojenie państwa w celu obrony przed "niemieckim niebezpieczeństwem",
- przeciwstawianie się komunizmowi.

Przywódca Croix-de-Feu głosił alians kapitału i pracy. W przeciwieństwie do hasła monarchistycznej Akcji Francuskiej (Action Française) Po pierwsze polityka! (Politique d'abord!) wymyślił własny slogan Po pierwsze sprawy społeczne! (Social d'abord!). Opowiadał się m.in. za prawem kobiet do głosu w wyborach parlamentarnych.